# Stelis calceolaris
Stelis calceolaris är en orkidéart som beskrevs av Leslie Andrew Garay. Stelis calceolaris ingår i släktet Stelis och familjen orkidéer. Inga underarter finns listade i Catalogue of Life.